# Rubik-kígyó
A Rubik-kígyó (kígyójáték) nagyon egyszerű fejlesztő játékot Rubik Ernő találta fel 1977-ben. A játék 12 sötét és 12 világos egyenlő szárú háromszög alapú hasábból áll, melyek oldallapjuk mentén vannak egymáshoz kapcsolva. Ezeket a „prizmákat” egymáshoz képest el lehet mozdítani 90-180-270 fokkal. A játék lényege, hogy a hosszú kígyóból különböző alakzatokat kell hajtogatni, hasonlóan a síkbeli tangramhoz. A Rubik-kígyó permutációinak száma = 13 535 886 319 159 ≈ 421.81. Az egymást ütő térállások miatt nem egyszerű hatvánnyal (variáció) számítjuk a lehetőségeinek a számát, ekkor 423 volna, ebből viszont lejön az egymást ütő térállások száma amit faktoriálisokkal számolunk.

## Néhány minta

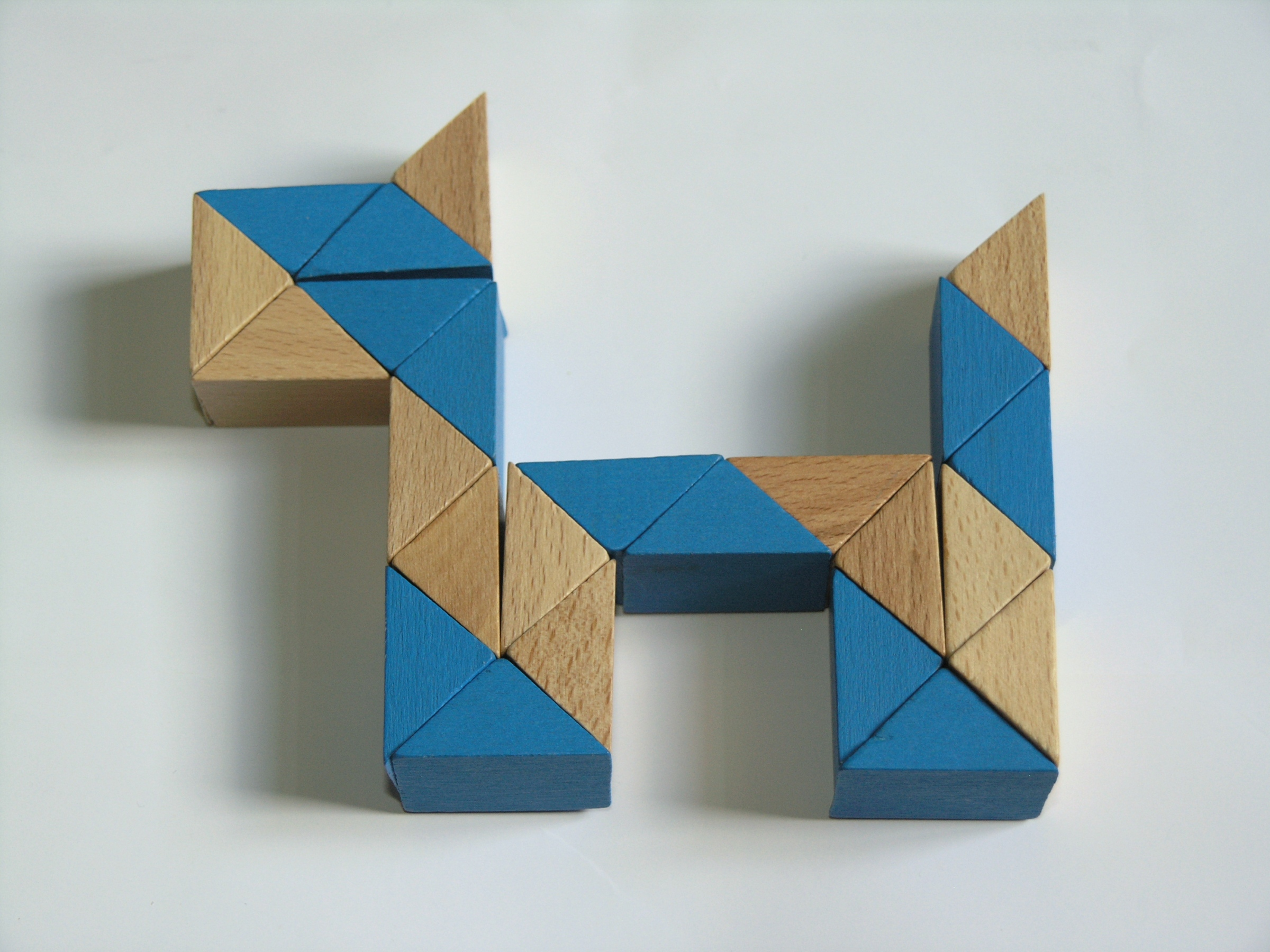
Kutya Rubik-kígyóból

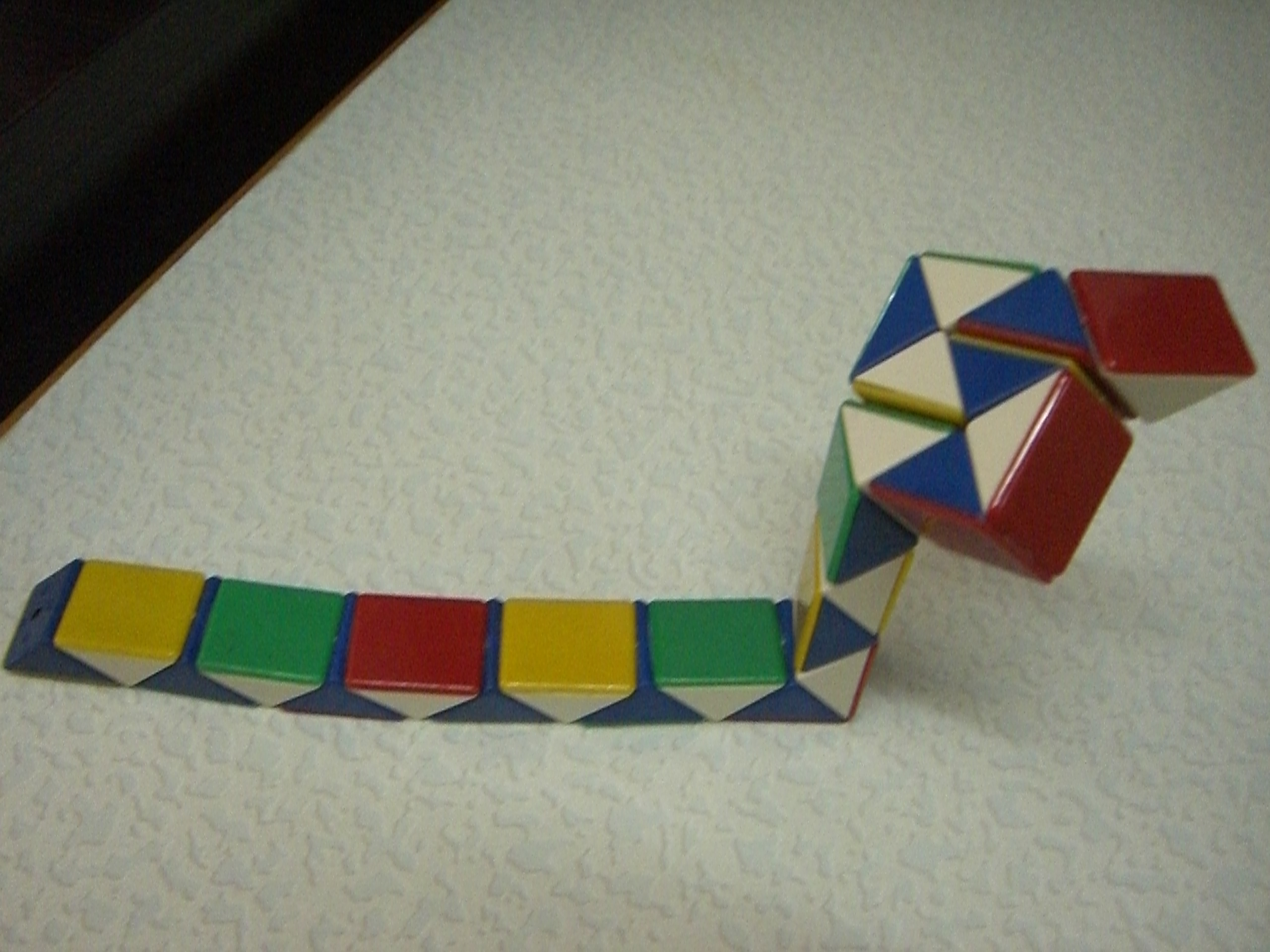
Kobra Rubik-kígyóból

## Egyéb Rubik-játékok
- Bűvös kocka
- Magic (Bűvös négyzetek/Karikavarázs)